# Музей Соломона Гуггенгайма (Більбао)
Музей Ґуґґенгайма в Більбао (ісп. Museo Guggenheim Bilbao, баск. Guggenheim Bilbao Museoa) — музей сучасного мистецтва, який запроєктував канадсько-американський архітектор Френк Гері і збудувала фірма Ferrovial у 1997. Розміщений у Більбао, Країна Басків, Іспанія. Побудований на березі річки Nervion, яка протікає через місто і впадає в Атлантичний океан.
Музей Ґуґґенгайма — один з кількох музеїв, побудований завдяки фонду Соломона Р. Ґуґґенгайма. Як постійна колекція музею так і привезені виставки містять роботи іспанських та іноземних майстрів.

## Історія
У 1991 році уряд Басків запропонував Фонду Соломона Гуггенгайма фінансування музею, який планувалося побудовати в старому портовому районі Більбао. Уряд Басків погодився покрити витрати на будівництво в розмірі 100 млн дол. США і субсидувати щорічний бюджет музею в розмірі 12 млн дол. США. Натомість Фонд погодився керувати установою, виставляти частини своєї колекції творів і організовувати тимчасові виставки.
Музей був побудований компанією Ferrovial, вартість будівництва склала 89 мільйонів доларів США. Близько 5000 жителів Більбао відвідали попередню феєрію перед музеєм в ніч перед офіційним відкриттям, в якій були представлені світлові шоу і концерти на свіжому повітрі. 18 жовтня 1997 року музей відкрив король Іспанії Хуан Карлос I.

## Галерея

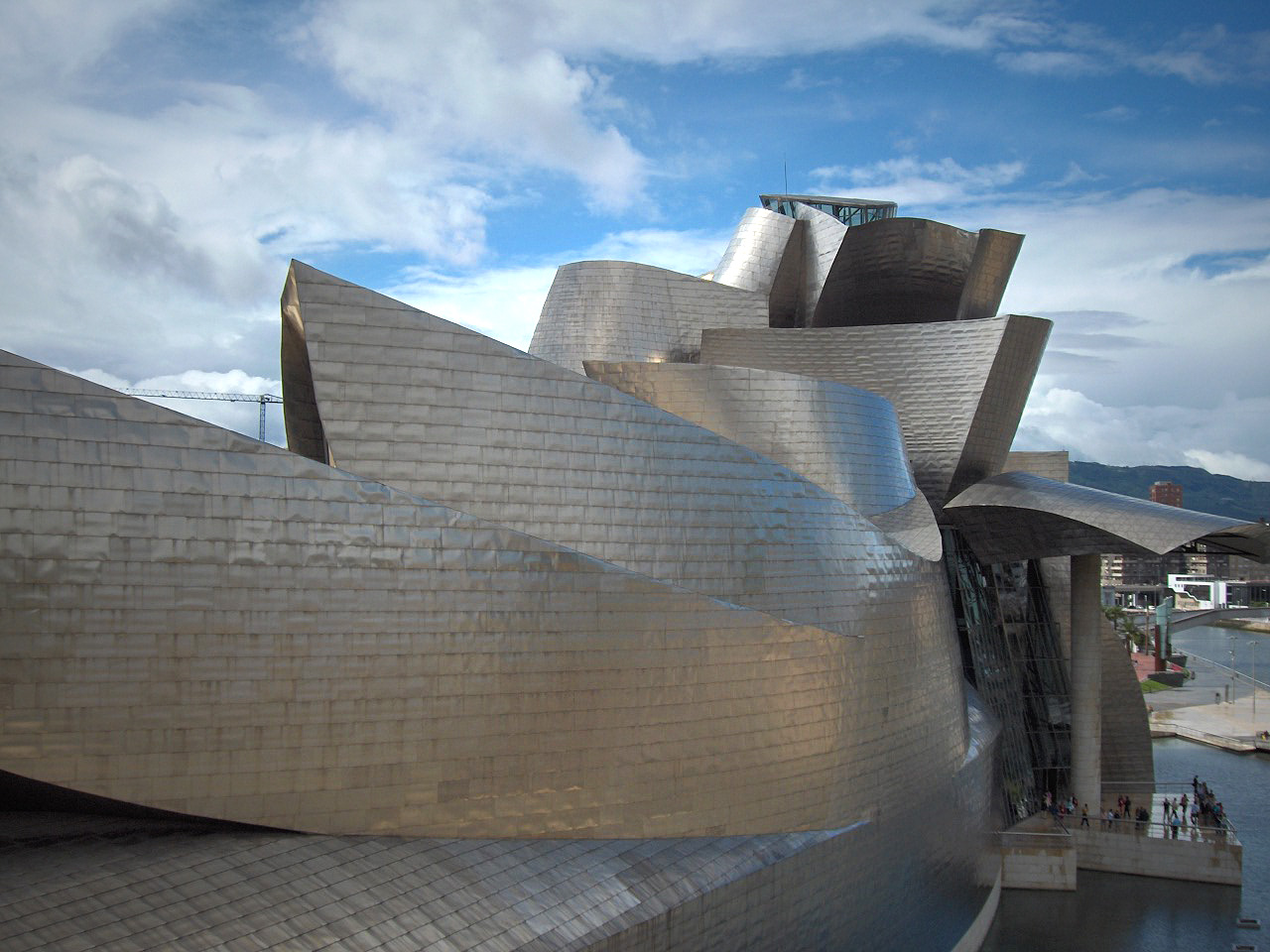
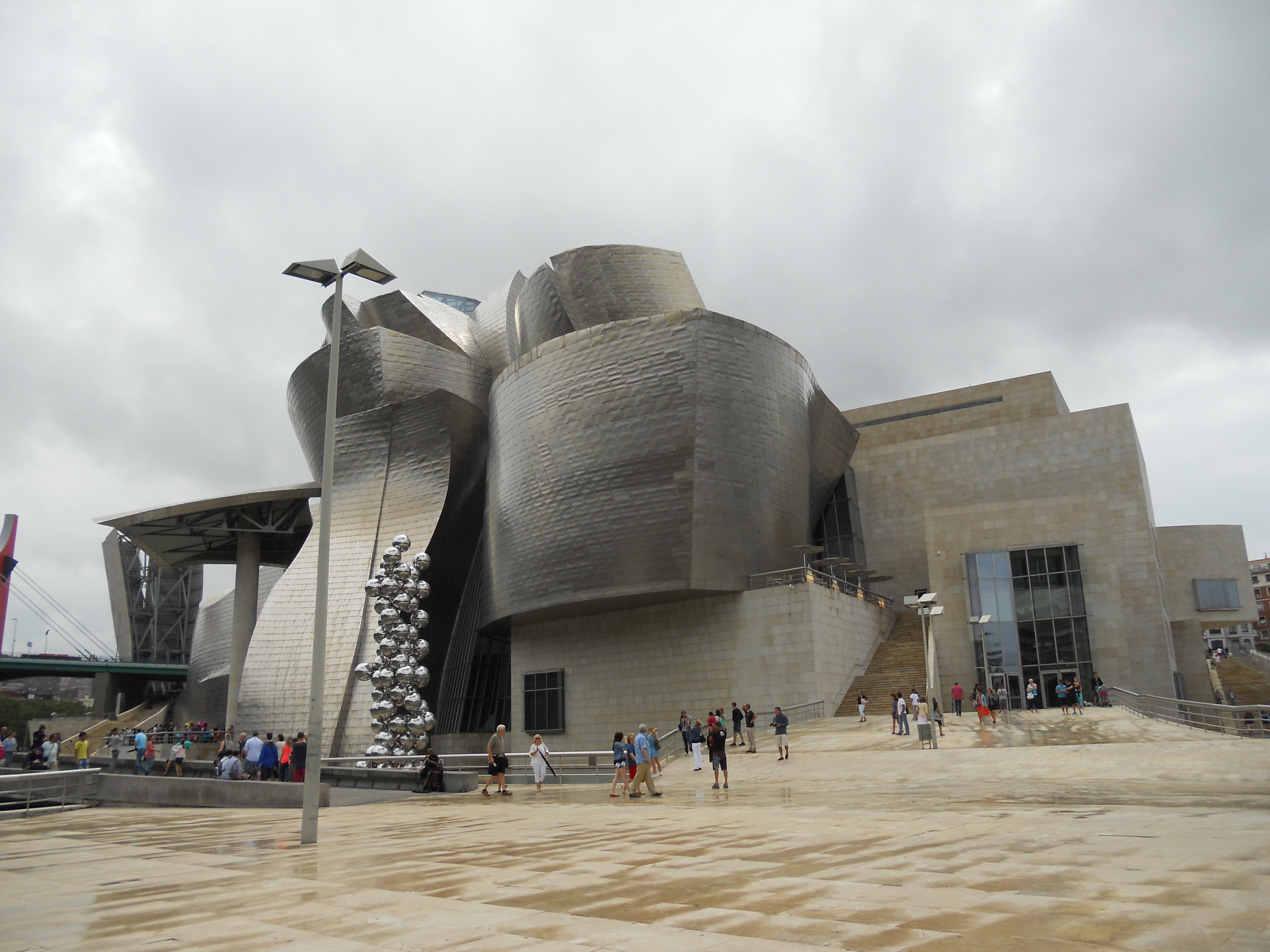
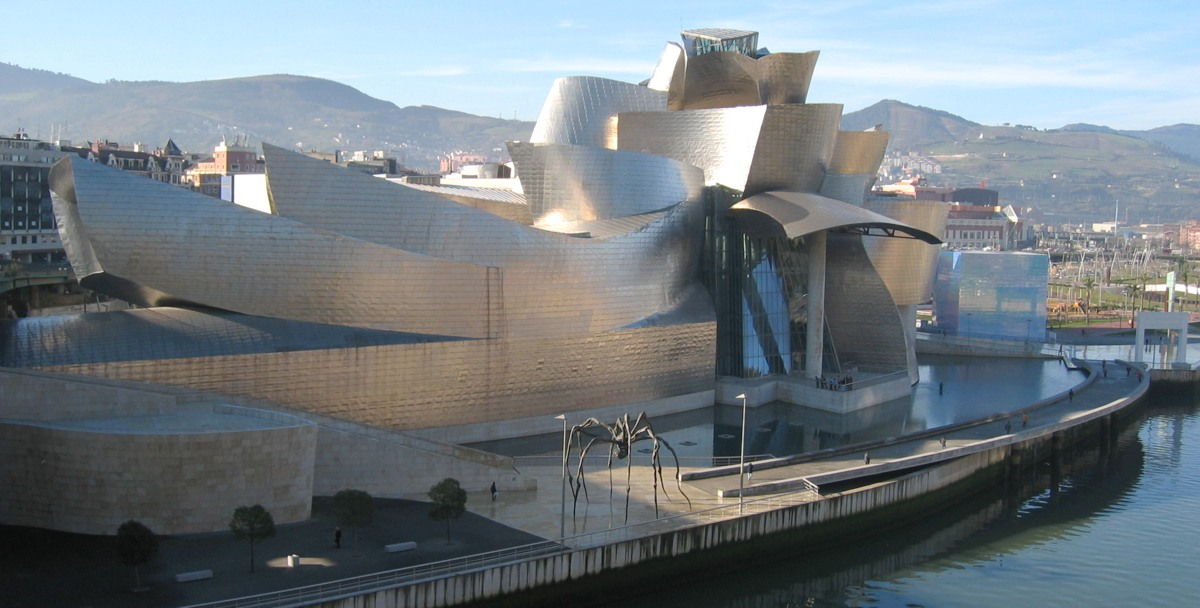
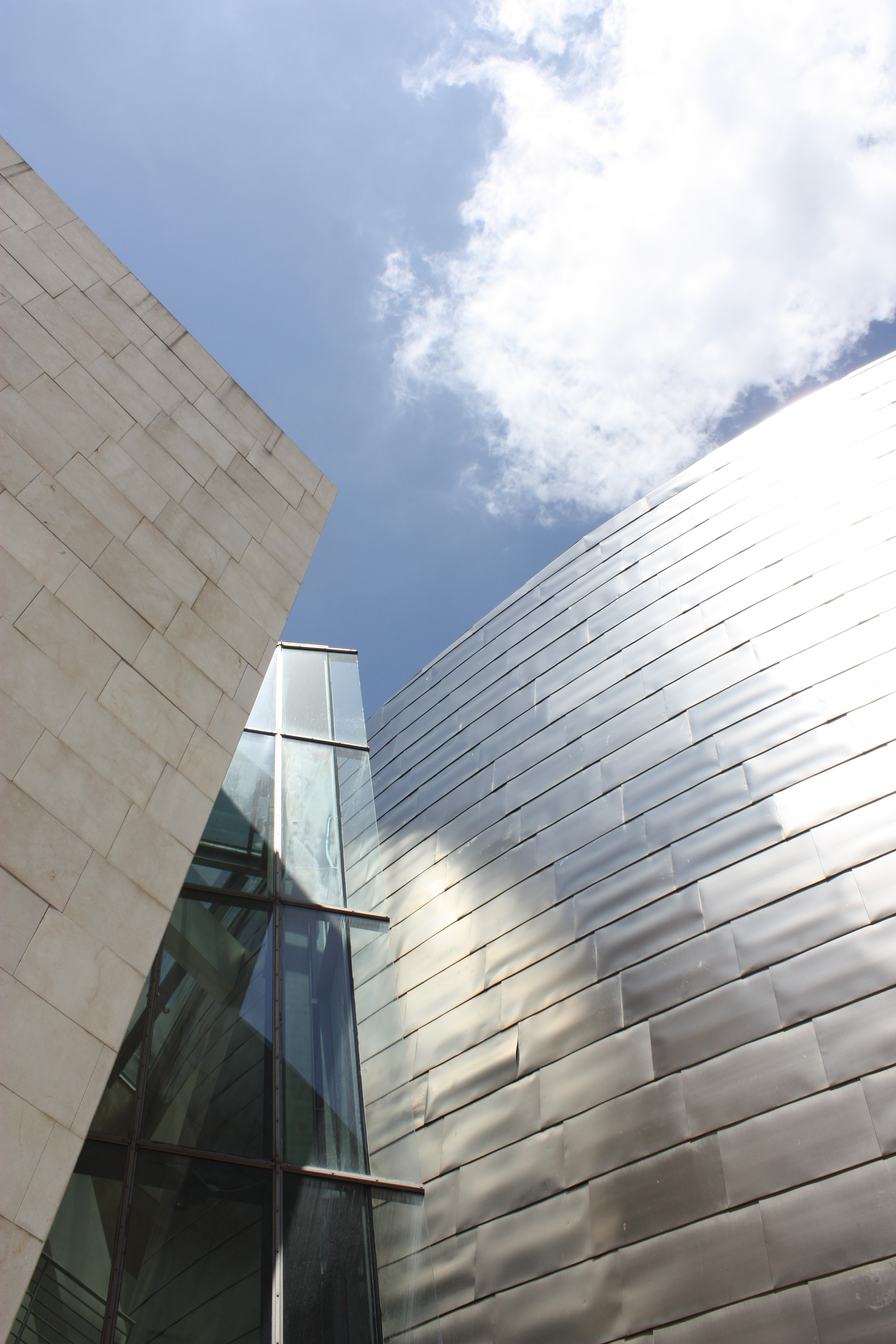
Липень 2010
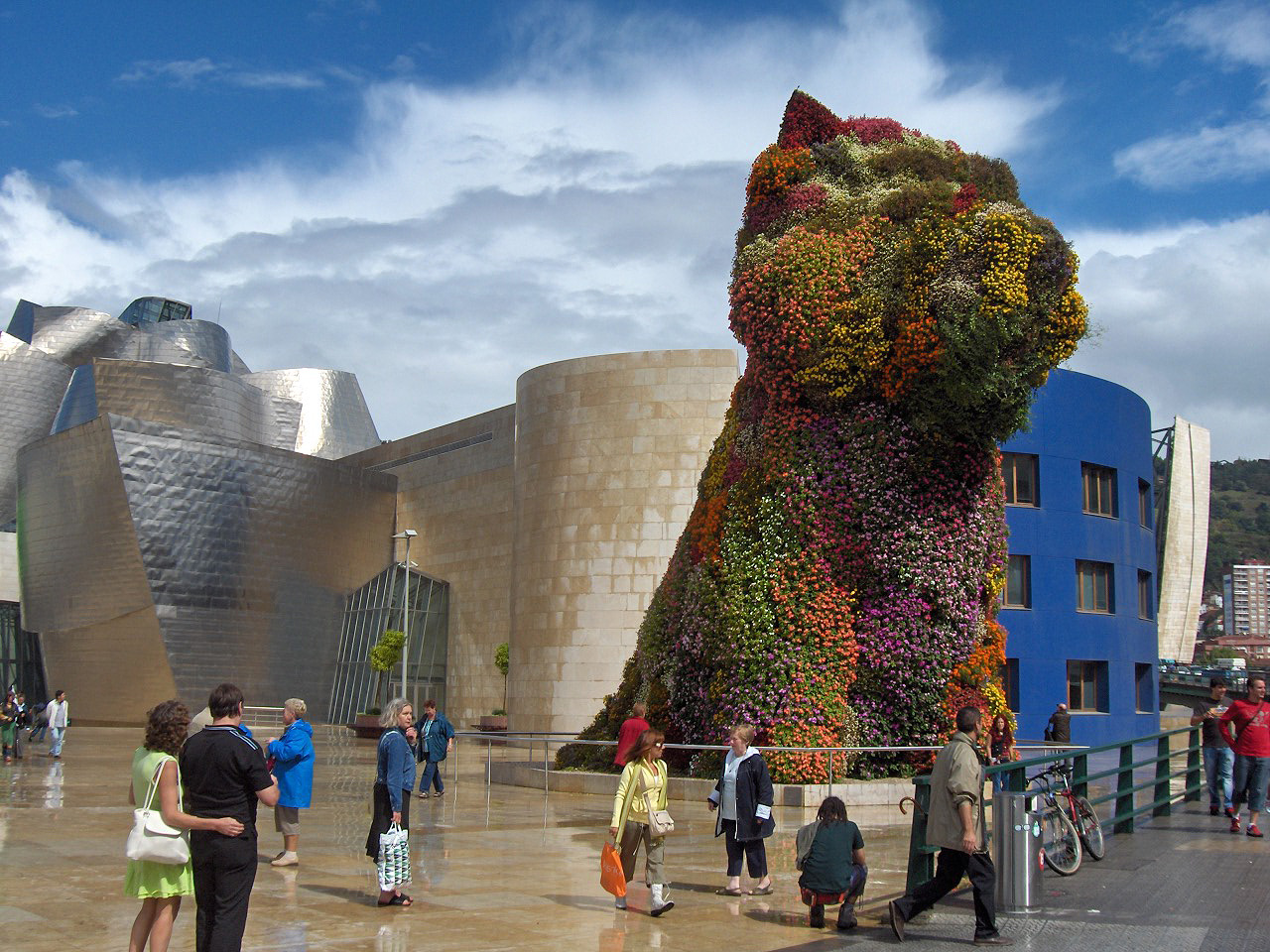
"Цуценя", Джеф Кунс
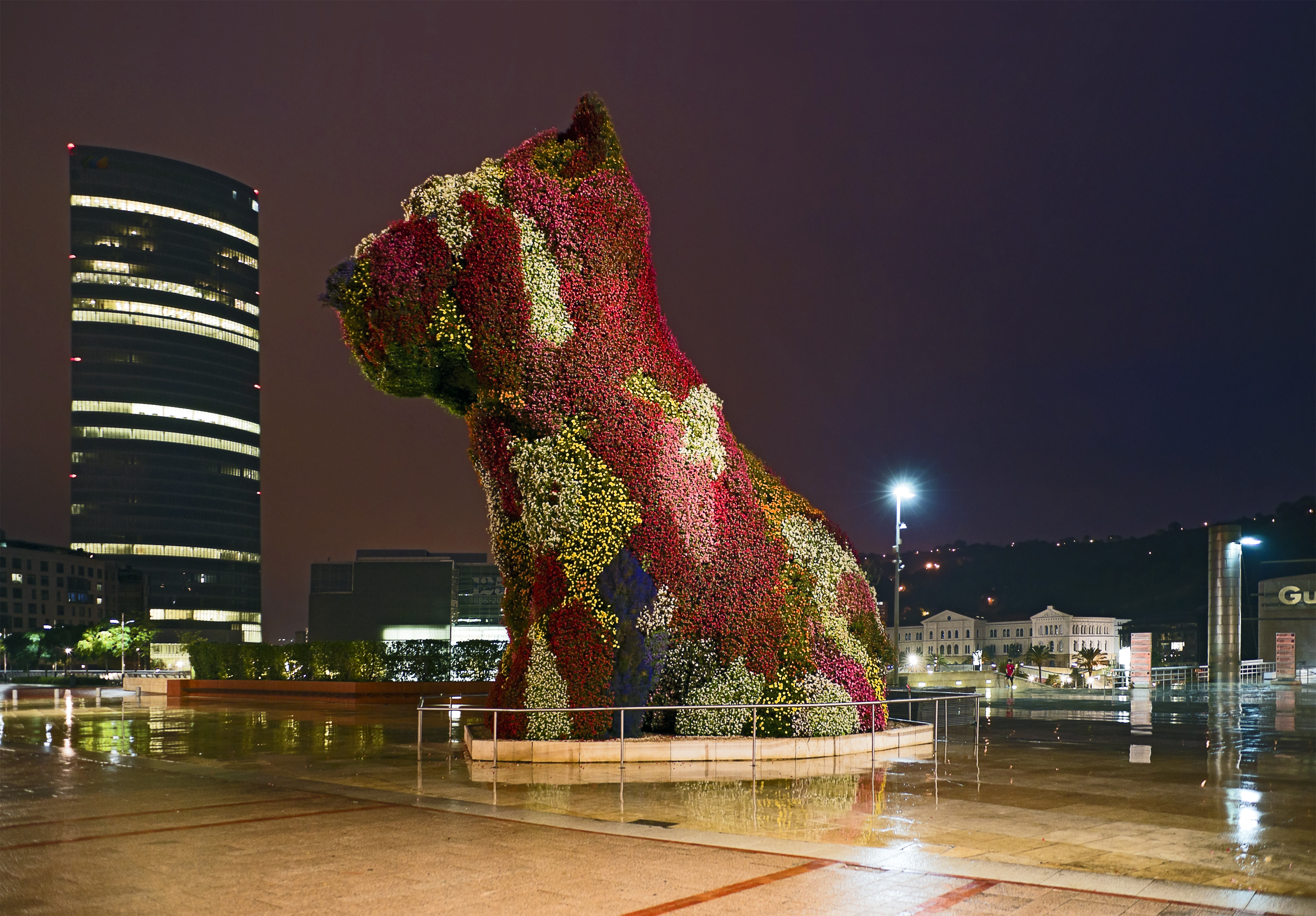
"Цуценя", Джеф Кунс
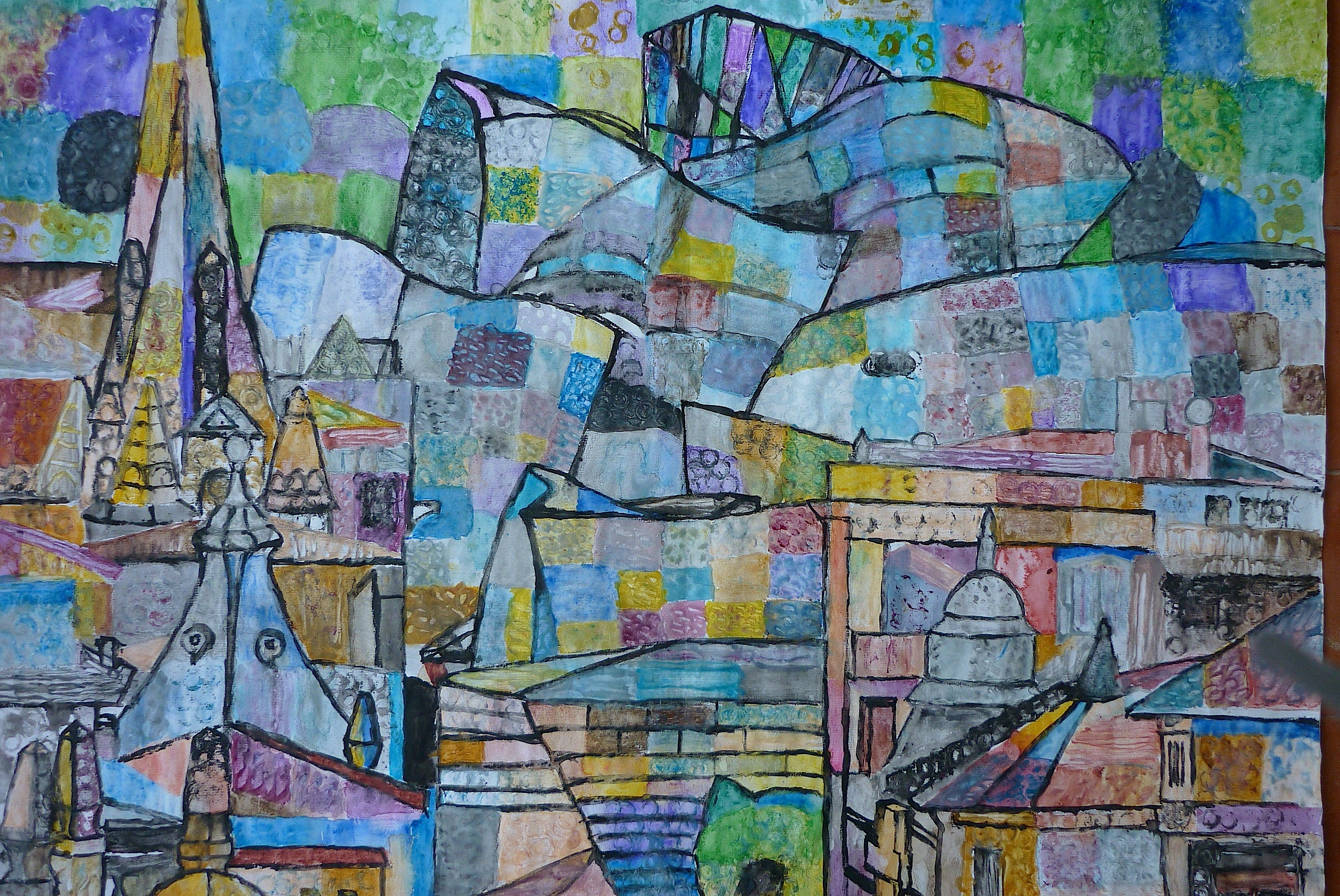
Акрилові картини Iñaki Crespo
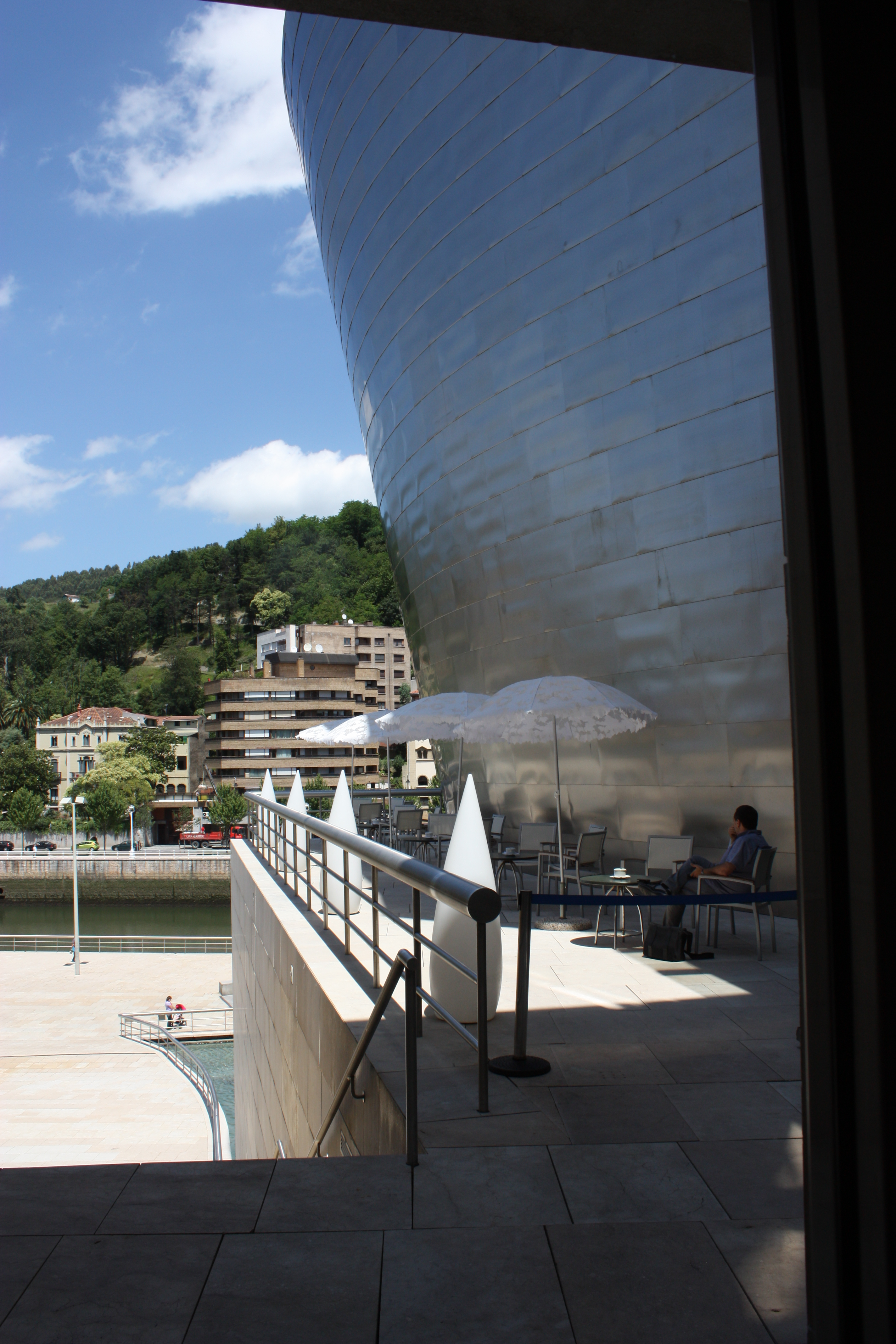
Липень 2010
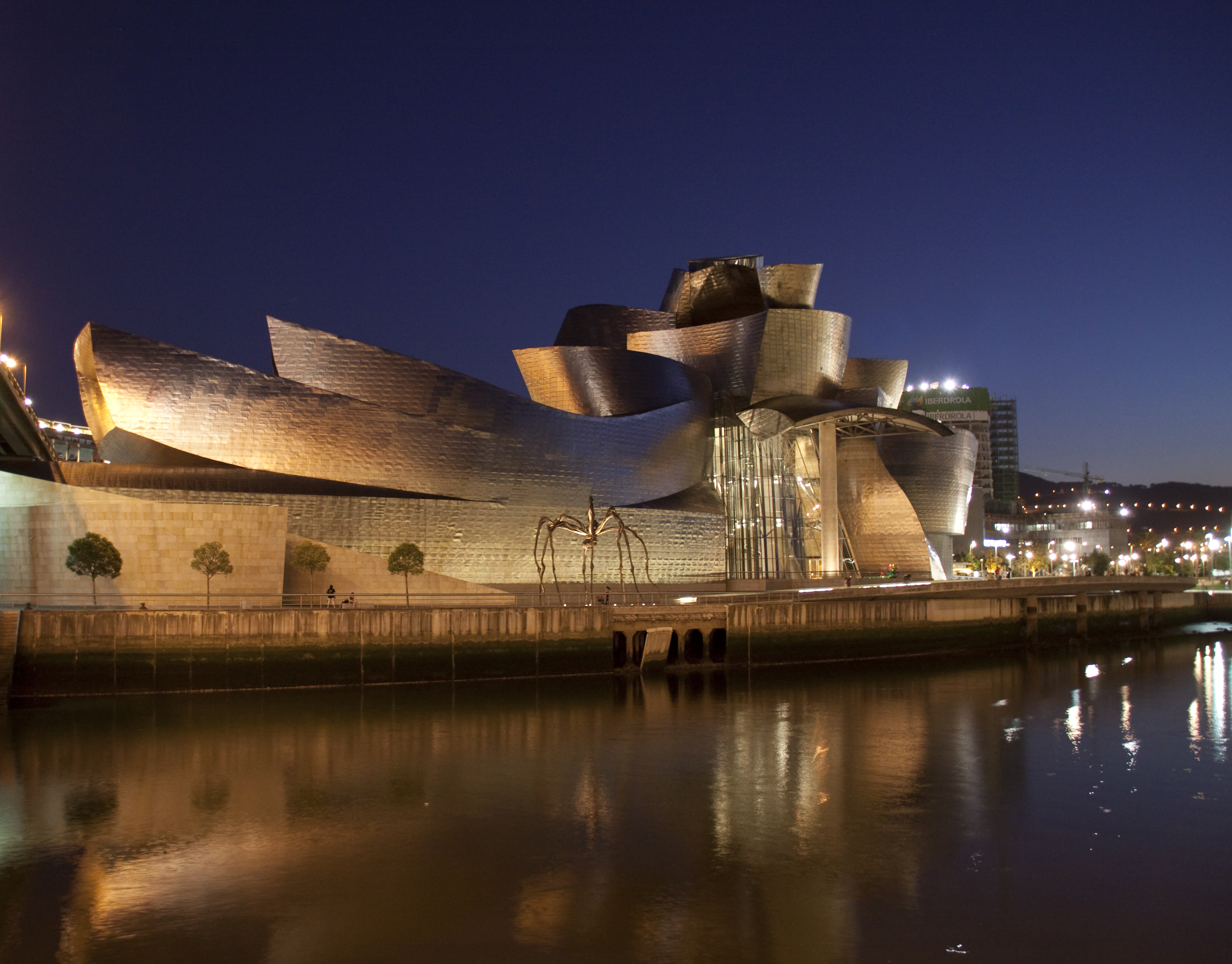
Вночі
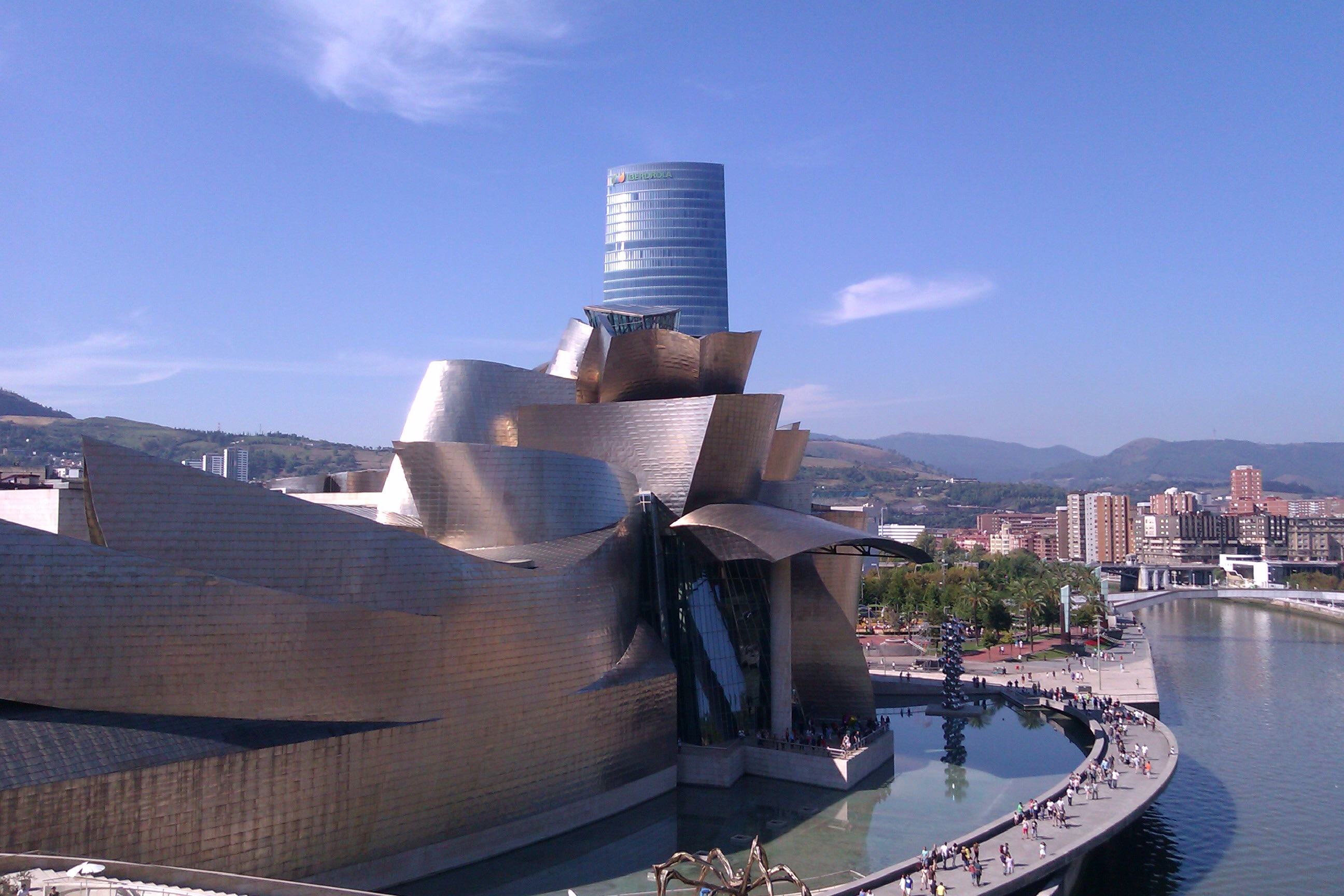
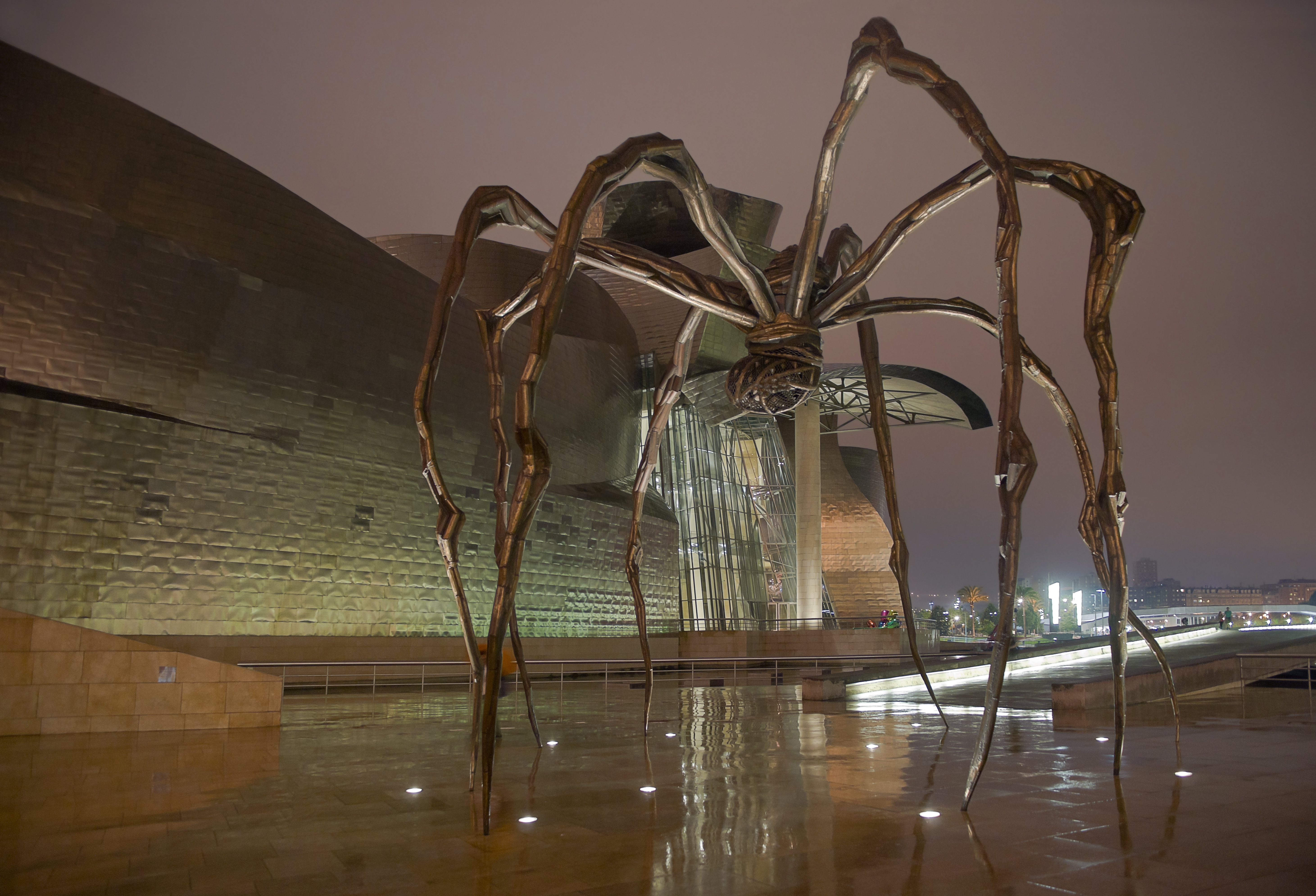
Павук, Луїза Буржуа
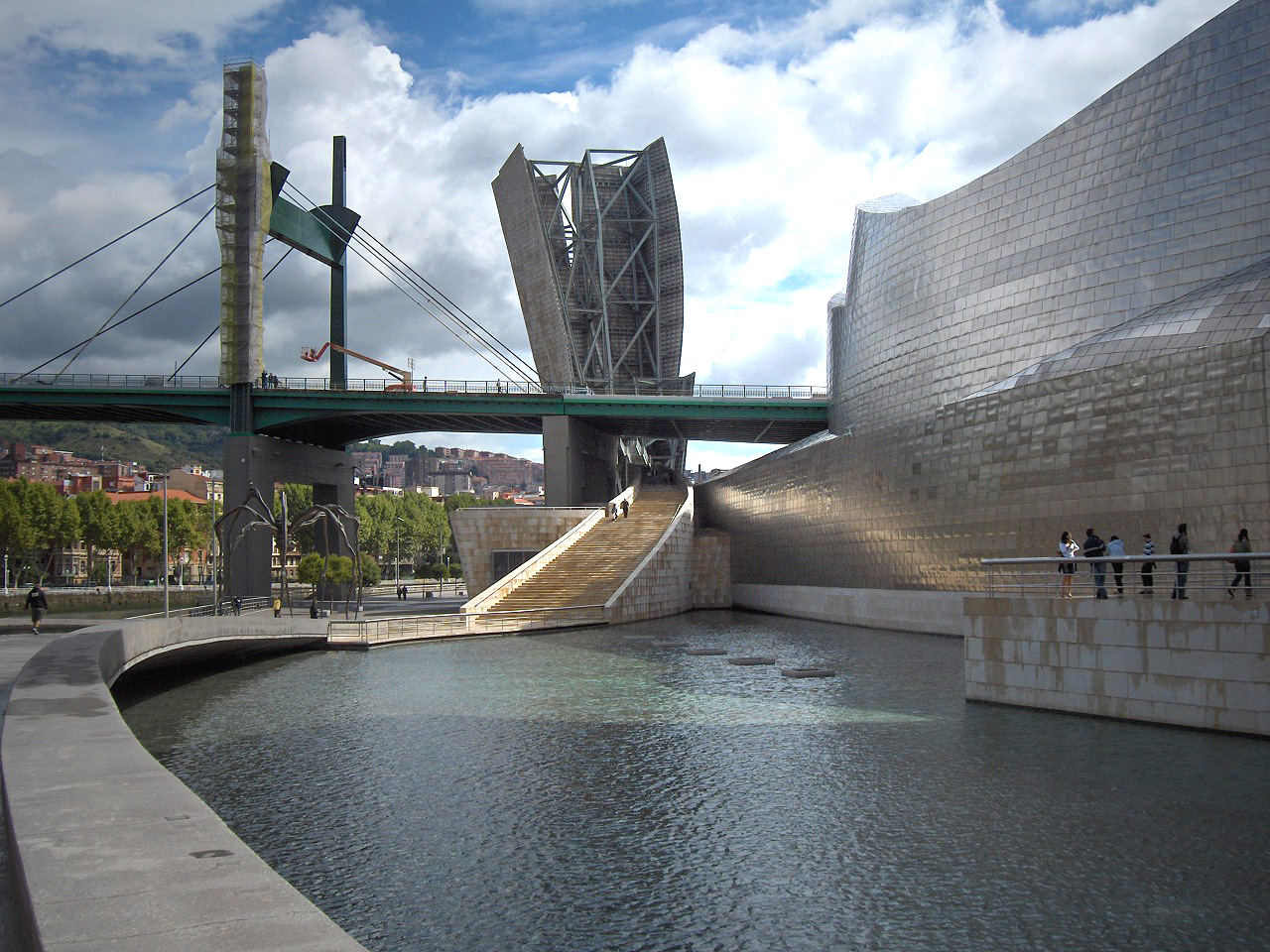
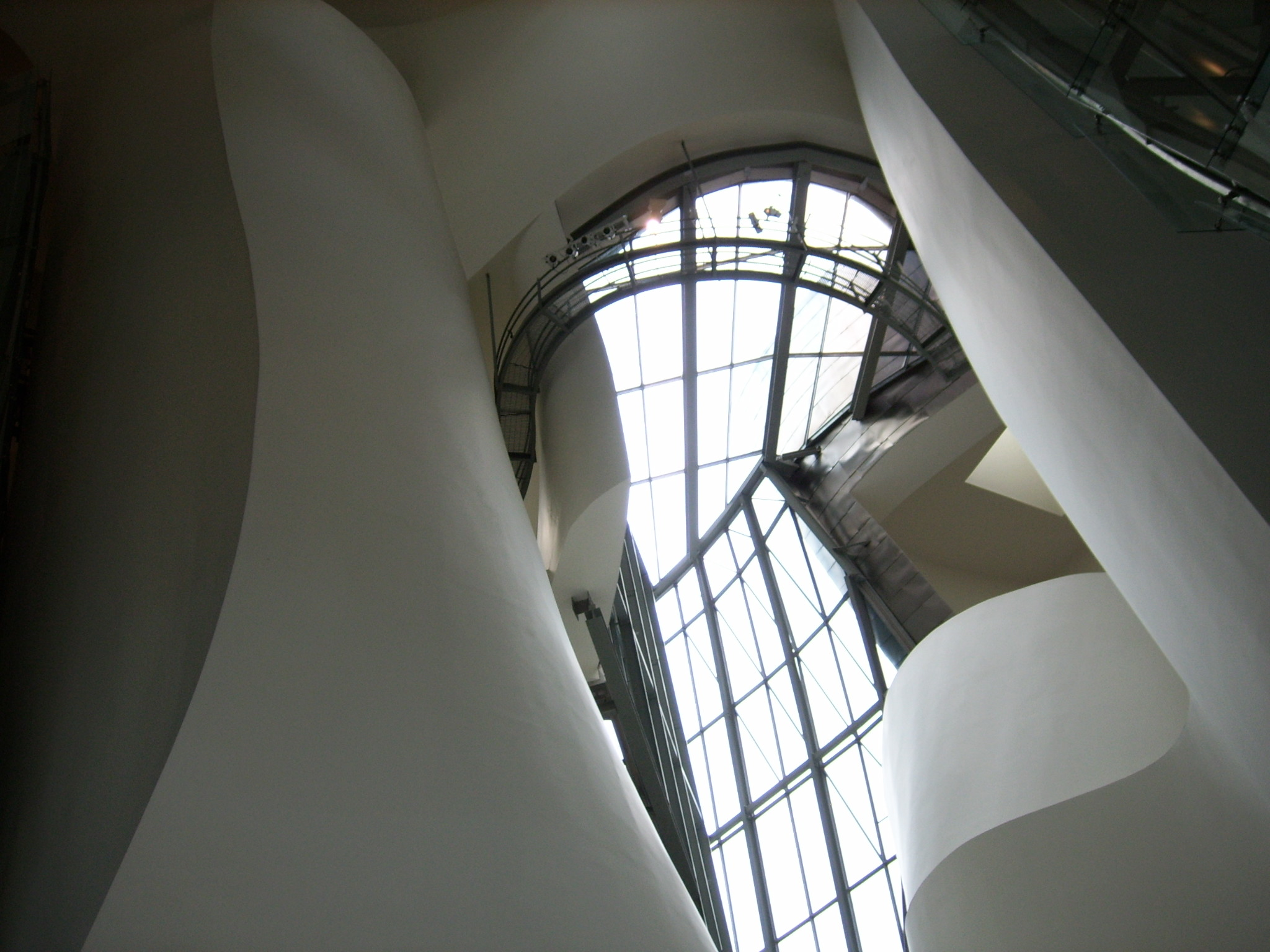
Інтер'єр
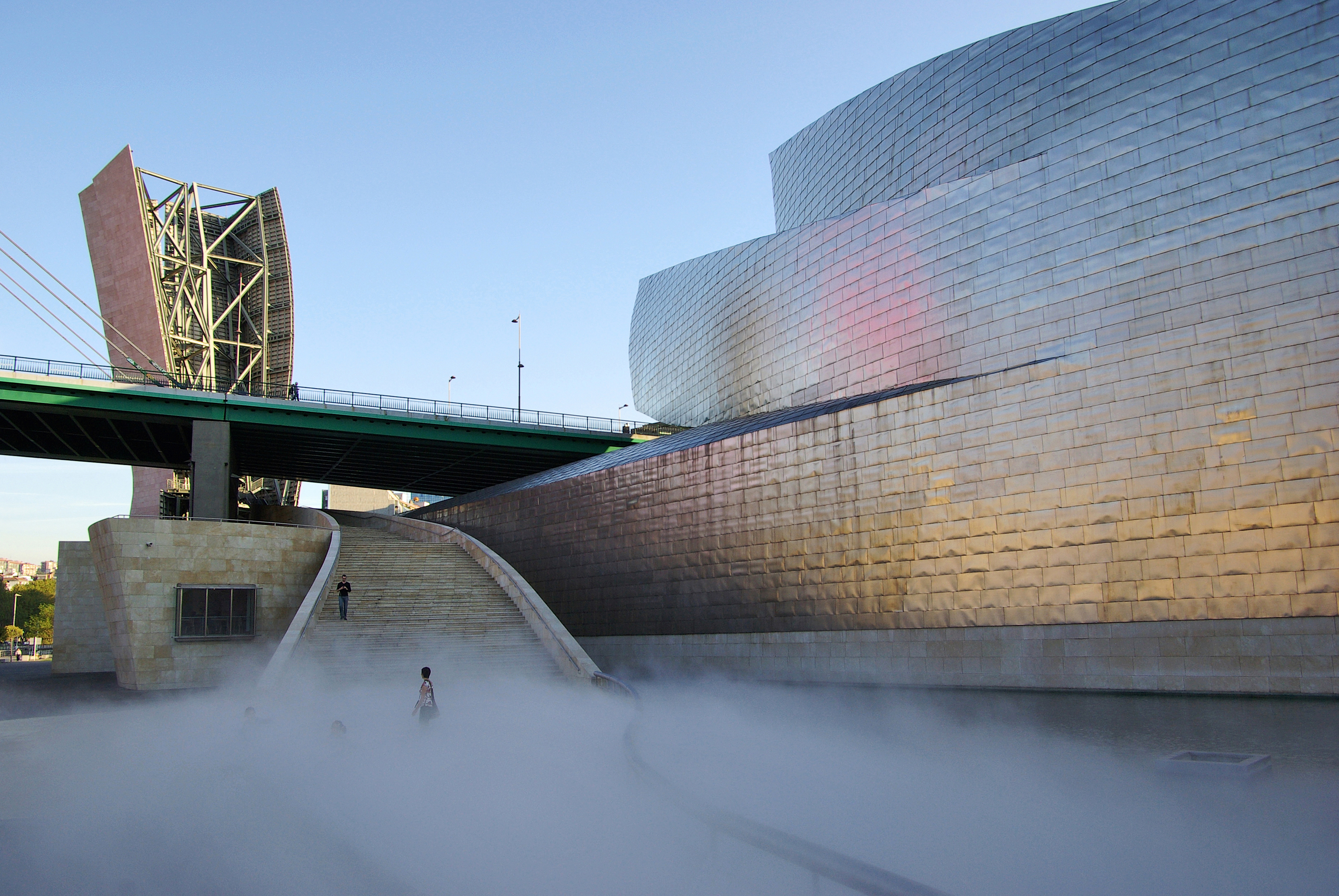
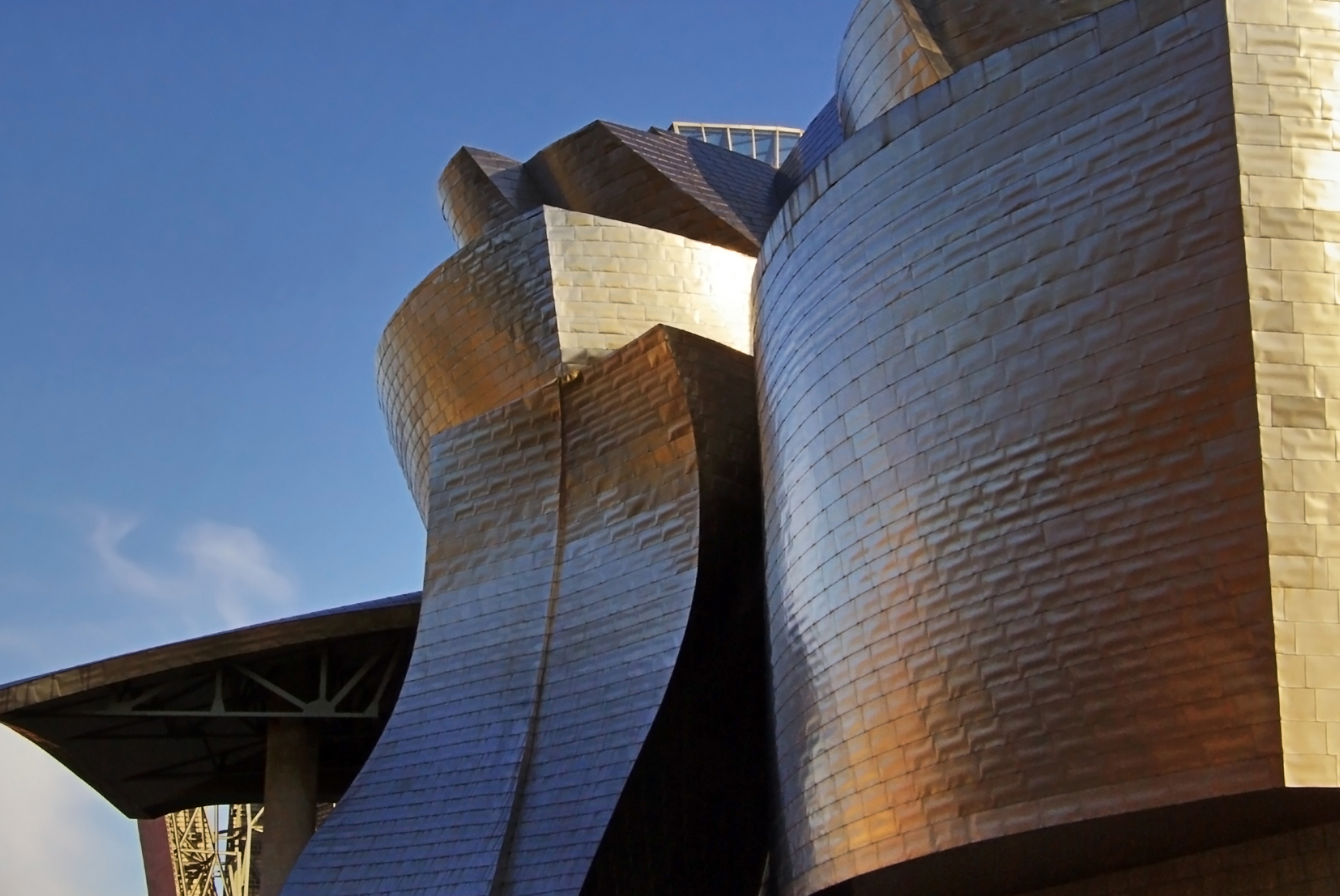
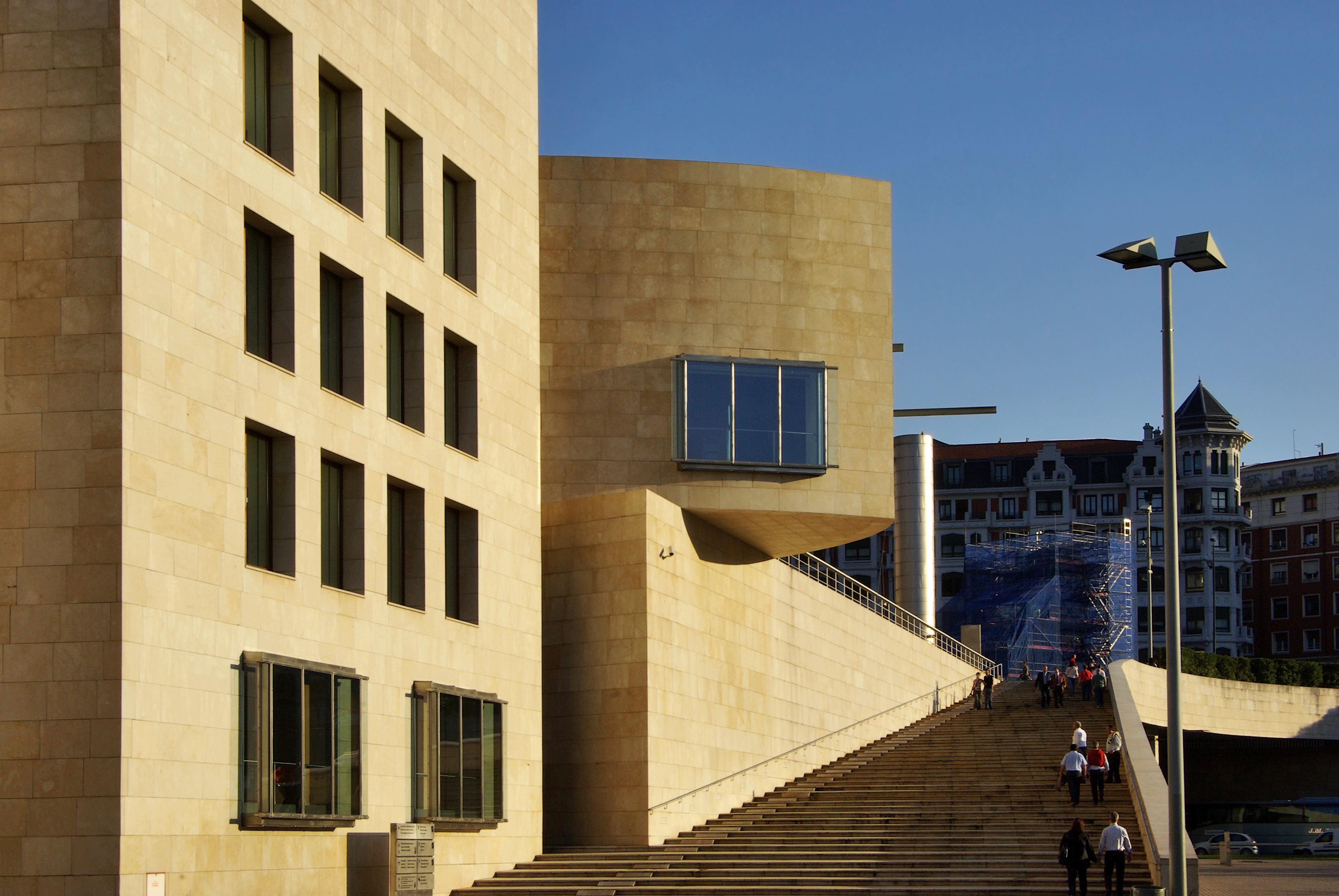
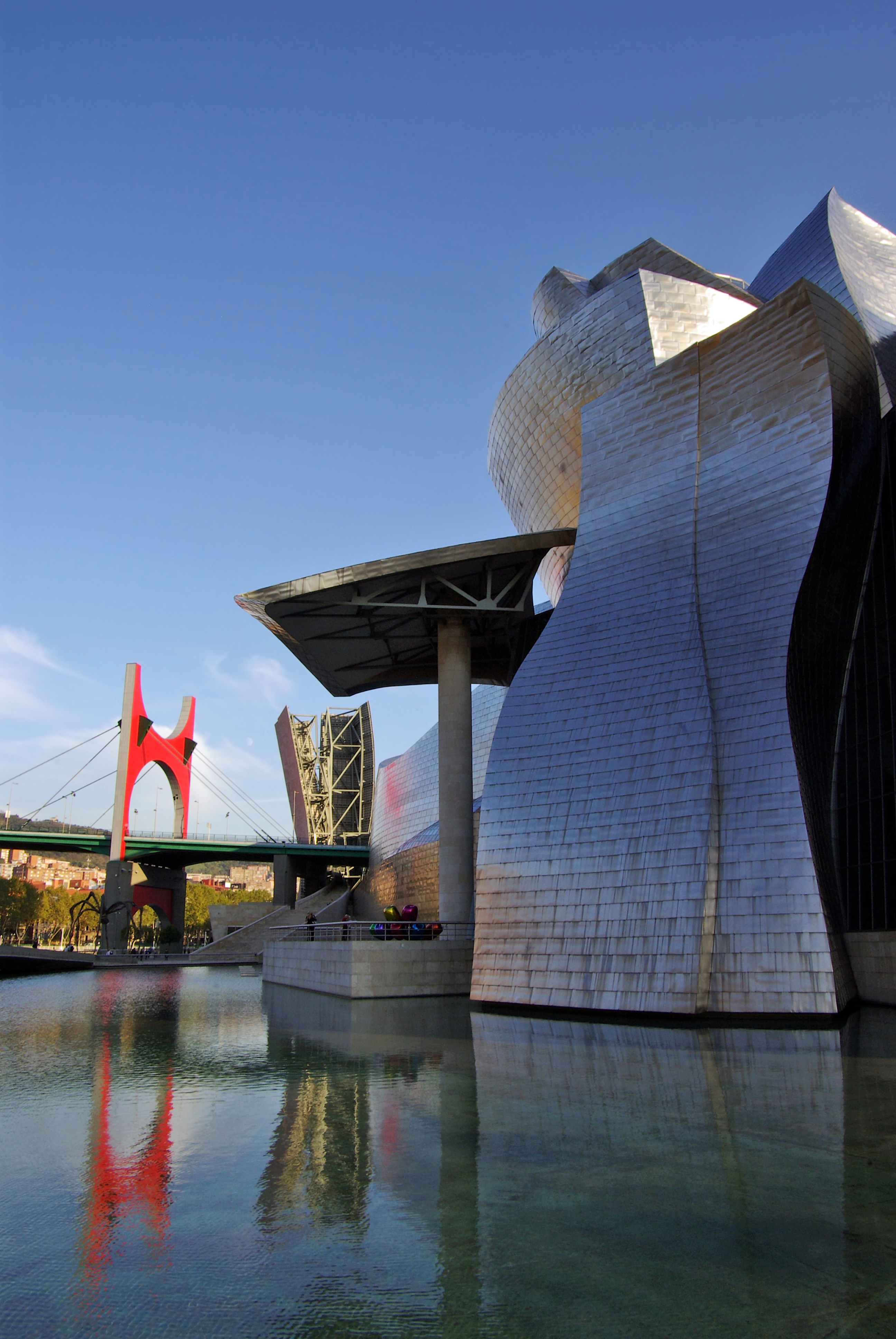